# Carl Unander-Scharin
Carl Unander-Scharin (ur. 5 stycznia 1964 w Sztokholmie) – szwedzki kompozytor i tenor operowy. Absolwent Królewskiej Wyższej Szkoły Muzycznej w Sztokholmie (Kungliga Musikhögskolan i Stockholm) i Królewskiej Szkoły Operowej w Sztokholmie (Operahögskolan i Stockholm). W latach 2000–2012 był śpiewakiem Opery Królewskiej w Sztokholmie.